# Formació dirigida per un instructor
La formació dirigida per un instructor; Instructor-led training (anglès) o ILT, és la pràctica de la formació i el material d'aprenentatge entre un instructor i els alumnes, ja sigui de forma individual o grupal. Els instructors poden impartir la formació en una aula, en format conferència o taller, però la seva activitat no es limita a la formació presencial, sinó que pot tenir lloc a través d'altres formats com el seminari web, el taller interactiu o videconferència oferint l’oportunitat que els participants participin i desenvolupin la pràctica virtualment. L’instructor ha de tenir habilitats de motivació i ensenyament, per tal d’utilitzar diferents mètodes per involucrar als alumnes i incloure diferents estils d’aprenentatge, així com cada cop més, habilitats en l'ús de les Tecnologies de la informació i la comunicació (TIC) per integrar-les en els processos d'aprenentatge.
Altres mètodes d’aprenentatge son l'aprenenatge en línia o (en anglès e-learning) que ofereix la possibilitat de realitzar cursos a distància a través del web al teu propi ritme; i l'aprenentatge combinat també anomenat b-learning, que combina elements de l'educació presencial i de l'ensenyament en línia. Cada tipologia d'aprenentatge té els seus punt forts i febles.

## Utilització i eficàcia
La formació dirigida per un instructor representa en general el 66% de la formació i el desenvolupament corporatiu. Arriba al 76% en les empreses d’alt rendiment i el 80% en els sectors d’alta repercussió (indústria sanitària, farmacèutica, financeres, serveis públics, etc). També és el mètode més utilitzat per la formació empresarial ampliada, que forma a clients i socis, amb una taxa d’ús del 80%.
L'aprenentatge dirigit per un instructor ILT és un mitjà eficaç per l'entrega d'informació, dona l'oportunitat a fer preguntes i interactuar de manera més espontània i més propera, permet la retroalimentació en la comunicació de forma més instantània, permet a l'instructor encaminar i crear de manera més dinàmica un ambient d’aprenentatge més adaptat a les característiques i necessitats dels alumnes. A més de la possibilitat de sociabilitzar i crear vincles entre els alumnes i un tracte més proper amb el professor.
S'assenyalen diferents avantatges en la formació virtual dirigida per instructors en les organitzacions corporatives com ara la creació d’una experiència d’aprenentatge immersiva a través de jocs de rol, pluja d’idees i la pràctica de les habilitats adquirides mitjançant simulacions de vídeo interactiu entre d'altres que proporciona major capacitat de retenció; així com la capacitat de controlar i mesurar l’èxit i l'eficàcia de la formació, la possibilitat d’aprenentatge continu, la personalització del VILT a les necessitats de la formació i, l’adequació d’aquests format instructiu per a feines d’alt risc i l’adquisició d’habilitats complexes.
És però important tenir en compte que aquest aprenentatge implica la obligatorietat de coincidir en temps i/o espai. És també necessari limitar un màxim d'alumnes per tal que es garanteixi un adequat seguiment i interactivitat.

## Gestió de la formació amb instructor
Un altre aspecte a tenir en compte quan parlem d'un aprenentatge presencial és que acostuma a ser més costós degut a la contractació d’un instructor, el lloguer o el manteniment de les instal·lacions i la provisió d’eines pràctiques, entre d'altres. La racionalització de la logística, la programació, l’administració, la gestió dels recursos i l'optimització del pressupost són fonamentals en la gestió de la formació dirigida per un instructor tecnopedagògic. Per tal d'optimitzar recursos, organitzacions com els departaments de formació de les empreses, la universitat corporativa, així com les empreses de formació, solen gestionar-ho a través d’un sistema de planificació de recursos empresarials central, com un sistema de gestió de formació o Training management system (TMS).
Els TMS són softwares que optimitzen la gestió interna de la formació tenint en compte tots els aspectes del procés: la planificació (pla de formació i previsió pressupostària), la logística (programació i gestió de recursos),el finançament (seguiment dels costos i rendibilitat), els informes i les vendes per als proveïdors de formació amb ànim de lucre. Els sistemes de gestió de la formació es complementen amb un sistema de gestió de l'aprenentatge (LMS) que gestionen en canvi la gestió de la impartició i l'avaluació de l'aprenentatge e-learning o b-learning de cara a millorar el progrés acadèmic dels estudiants.

## Noves Tendències
Recentment, s'han produït moltes tendències en la modernització i optimització de la formació dirigida per un instructor a través de la tecnologia educativa.
La formació dirigida per un instructor pot impartir-se dintre d’una aula o a distància a través d’un aula virtual, en aquest cas es denomina formació virtual dirigida per un instructor (VLT). L'instructor i els alumnes es troben en llocs diferents, i l'entorn de l’aula es reprodueix a través d’eines en línia. Aquest tipus de formació pot impartir-se de forma sincrònica o asincrònica.
En el cas d'aprenentatge virtual o online hi ha dues tipologies; els cursos e-learning autodirigits on l'estudiant avança de manera autònoma al seu propi ritme; i l'e-learning dirigit que ofereix cursos facilitats i orientats per un instructor.Cal fer menció en aquest cas, de l'aprenentatge basat en la web (WBT).
Hi ha varis estudis respecte a l'efectivitat entre l'aprenentatge dirigit per un instructor versus l'aprenentatge autònom guiat per la mateixa web o plataforma educativa, però donada la diversitat de factors; tipologia de formació, d'estudiants, naturalesa de la disciplina, qualitat de la plataforma, estratègies educatives i eines per motivar entre d'altres, és complicat extreure dades estrictament concloents i vindria determinat sobretot per la idoneïtat del disseny tecnopedagogic en cada cas tenint en compte totes les variables.
La formació dirigida per un instructor també pot ser semi-presencial, parlaríem de l'aprenentatge b-learning o formació combinada. En aquest cas, una part de la formació s'imparteix en directe, mentre que els cursos en línia serveixen de repàs entre sessions. Un tipus d'aprenentatge mixt cada vegada més extens és l’anomenat model de classe inversa, en la qual els estudiants adquireixen la informació a través del visionat de les conferències en línia i la participació en el debat, la resolució de problemes i les activitats de grup a la classe presencial.
En tot cas, l'aprenentatge dirigit per un instructor o facilitador es dirigeix en els darrers anys, cap a un plantejament constructivista en el qual s'integren les noves tecnologies; les TIC. Aquesta nova tendència i nou context en l'aprenentatge ha fet evolucionar el disseny d'aprenentatge, que requereix una major planificació prèvia i més coneixements tecnopedagògics. Per aquest motiu es diferencia el rol del dissenyador tecnopedagògic, del rol del docent facilitador. El docent com a expert en la disciplina, desenvolupa el material amb els alumnes i fa de guia durant tot el procés, interactúa, promou i avalua. Aquests dos rols són claus en l'aprenentatge.